# 城堡伯爵

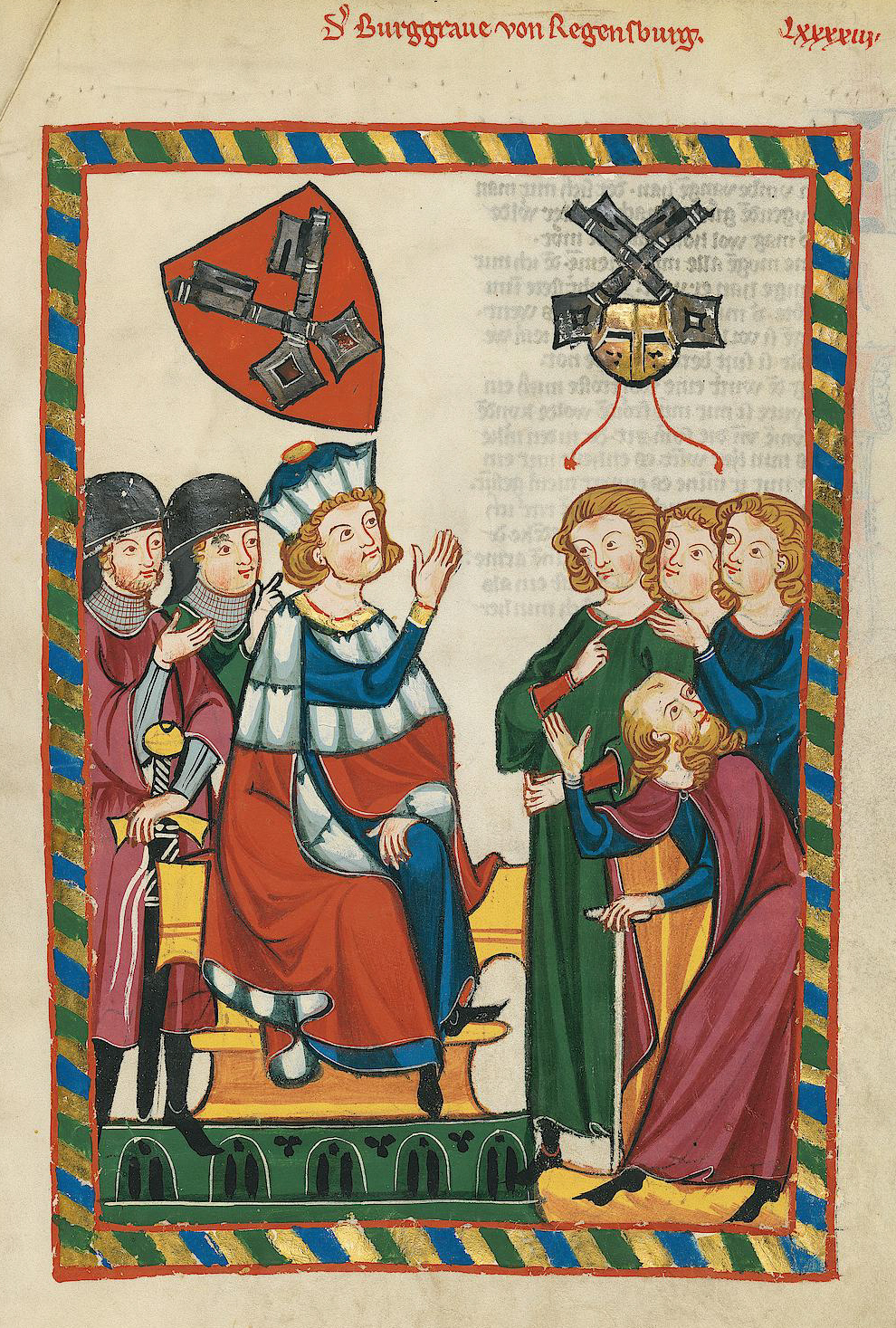
正在主持审判的雷根斯堡城堡伯爵，出自14世纪早期《馬內塞古抄本》中的插图

城堡伯爵（德語：Burggraf，發音：[ˈbʊʁkˌɡʁaːf] ⓘ）原是中世纪神圣罗马帝国城堡军事指挥官的官方称呼，后成为贵族头衔。其领土被称为“城堡伯爵领”（德語：Burggrafschaft）。
城堡伯爵的地位相当于伯爵（德語：Graf） ，拥有司法权，受皇帝、国王或帝国内政治实体统治者（如采邑主教或领地领主）直接管辖，负责行政、军事和司法事务。
领地较大的城堡伯爵可能还拥有铸币权，可以在其领地内铸造自己的区域性货币。